# Museo archeologico nazionale di Ferrara
Il Museo archeologico nazionale di Ferrara è ospitato presso palazzo Costabili. Nella struttura sono esposti numerosi manufatti provenienti dagli scavi della città etrusca di Spina, fiorita tra il VI e il III secolo a.C.
Dal dicembre 2014 il Ministero per i beni e le attività culturali lo gestisce tramite il Polo museale dell'Emilia-Romagna, nel dicembre 2019 divenuto Direzione regionale Musei.

## Descrizione
La città di Spina, abbandonata durante il II secolo a.C., venne scavata in seguito alla riscoperta legata alle opere di prosciugamento delle Valli di Comacchio. Nella necropoli sono state trovate più di 4.000 tombe, alle quali vanno aggiunti gli scavi di una parte dell'abitato.
Il percorso espositivo è organizzato su due piani. Al piano terra si trovano le sale dedicate all'abitato di Spina e alle attività che vi si praticavano. Sezioni apposite sono dedicate alla vita religiosa e al variegato popolamento della città, visto attraverso le testimonianze epigrafiche. Sempre al piano terra sono posizionate anche le due imbarcazioni monossili (comunemente indicate come "piroghe") recuperate nel 1948 in Valle Isola e risalenti ad epoca tardo-romana (III-IV secolo a.C.).
Al piano nobile sono esposti, con criterio cronologico, una selezione tra i corredi più significativi provenienti dalle numerosissime tombe rinvenute nella necropoli. Tra i pezzi più pregiati figurano le splendide ceramiche attiche a figure rosse (crateri, kylikes, anfore, hydrie) prodotte da importanti artisti ateniesi del V e IV secolo a.C. Le pitture rappresentano scene mitologiche e di vita quotidiana, e testimoniano la diffusione dell'arte greca in ambito etrusco. Altre ceramiche, prevalentementemente del IV e III secolo a.C. provengono dalla Magna Grecia e dalla Sicilia. Di produzione etrusca sono oggetti soprattutto in bronzo, quali candelabri, tripodi, sostegni.
Da notare le ceramiche alto adriatiche, prodotte localmente quando cessarono i contatti con la Grecia. 
Una menzione a parte meritano i gioielli in oro, argento, ambra e pietre semipreziose, che testimoniano l'abilità tecnica raggiunta dagli artigiani dell'Etruria padana e centroitalica.

## Galleria d'immagini

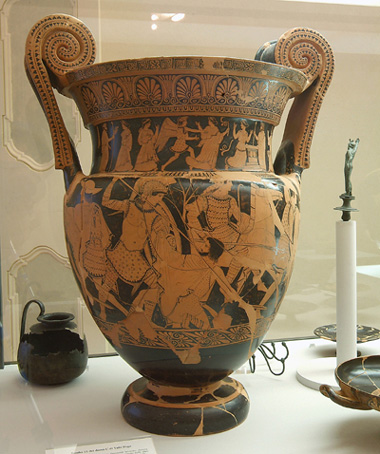
Cratere attico a volute a figure rosse. Pittore dei Niobidi, Amazzonomachia. V sec. a.C.
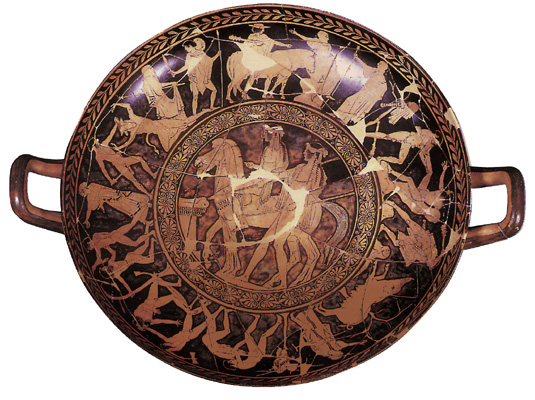
Kylix attica a figure rosse del Pittore di Pentesilea. V sec. a.C.
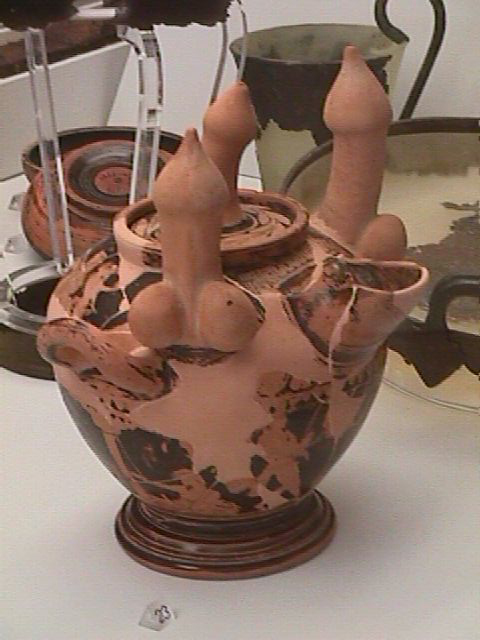
Stamnos fallico attico a figure rosse. V sec. a.C.
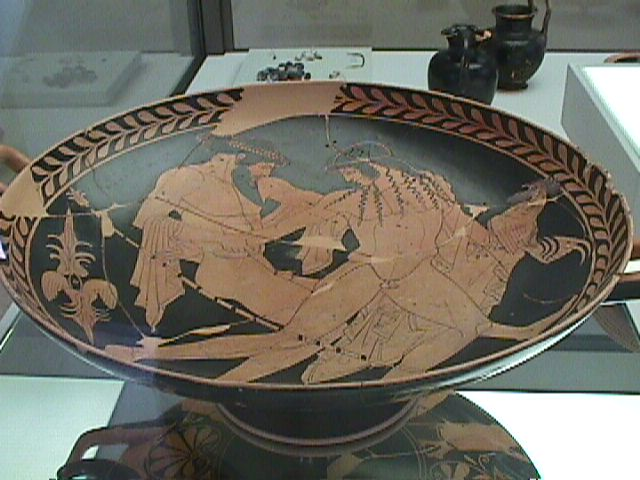
Kylix attica a figure rosse. Pittore di Pentesilea, Zeus e Ganimede. V sec. a.C.
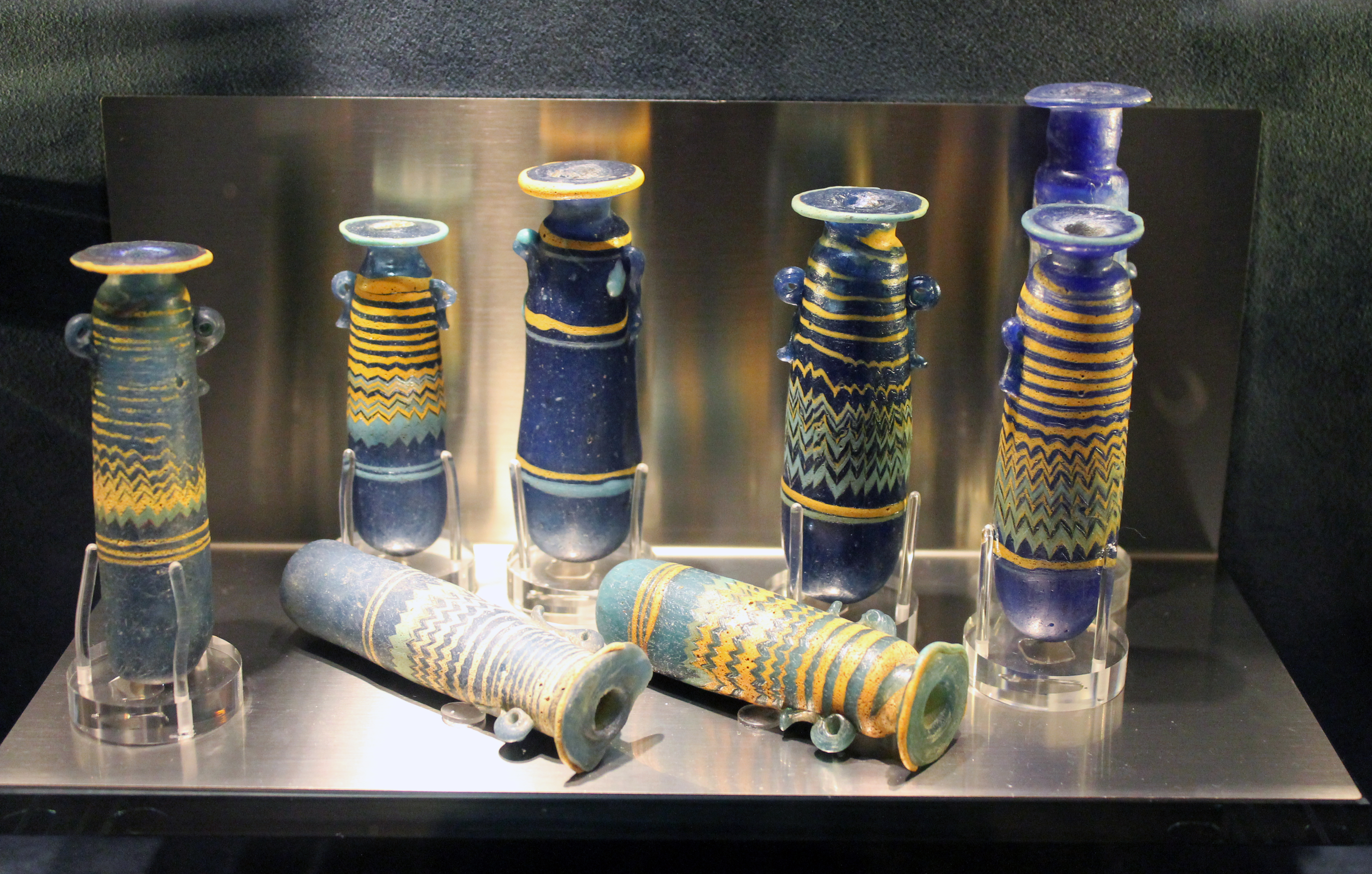
Balsamari in pasta vitrea. V-III sec. a.C.
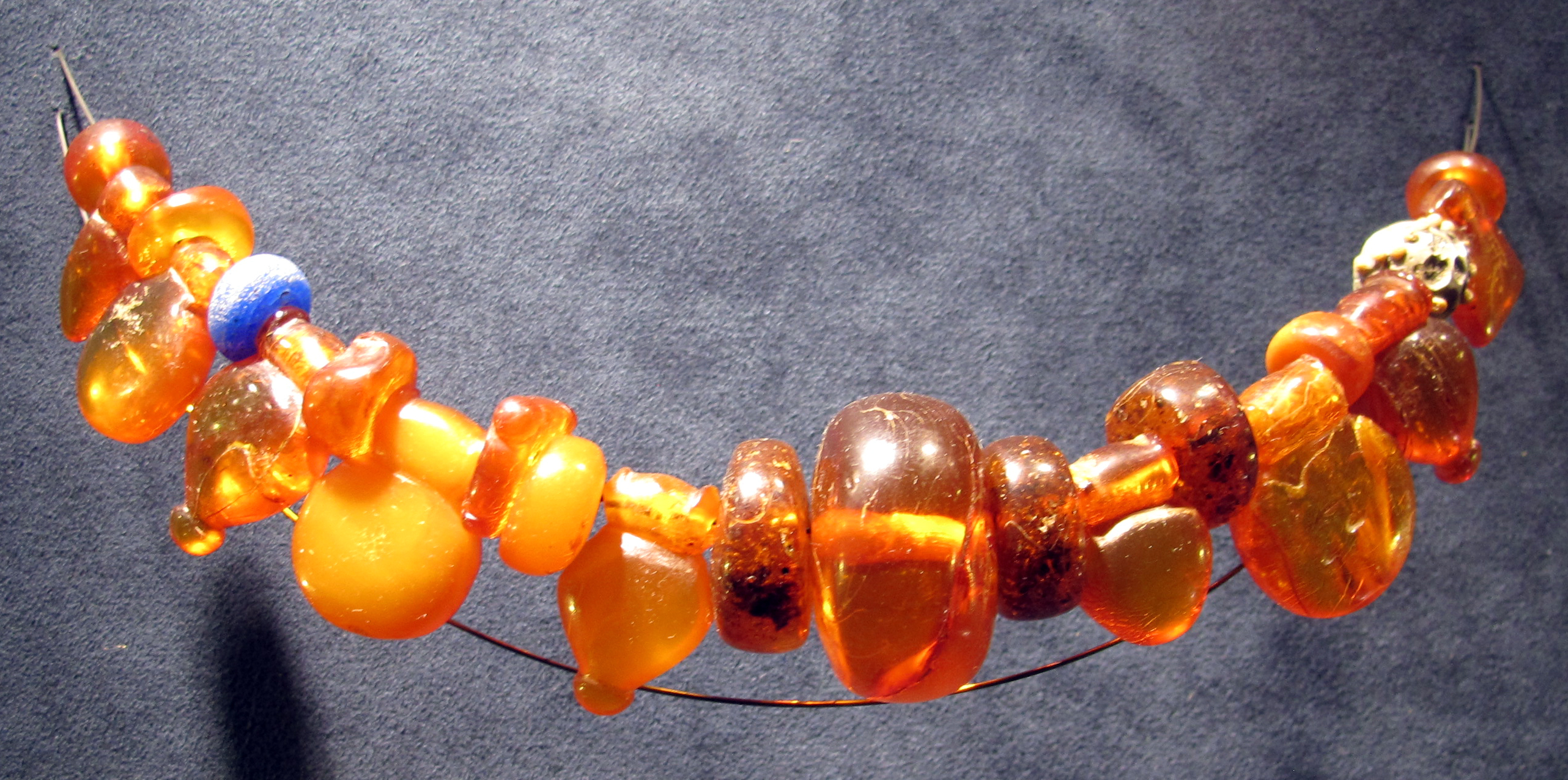
Collana in ambra. V-IV sec. a.C.
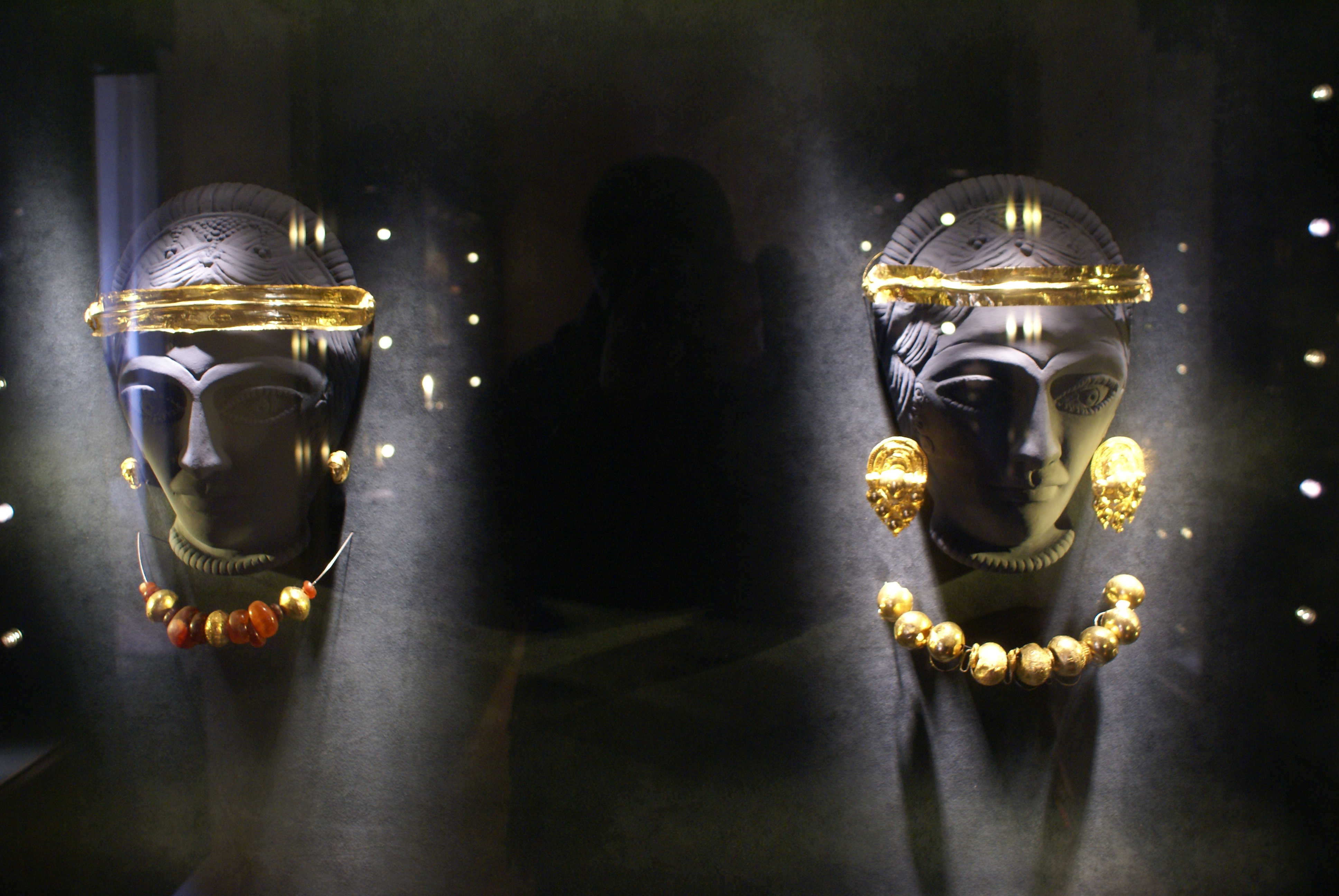
Orecchini, diademi e collane in oro (e ambra). V-IV sec. a.C.